# L'Autre Russie (parti politique)
Ne doit pas être confondu avec L'Autre Russie.
L'Autre Russie d'E. V. Limonov (en russe : Другая Россия Э. В. Лимонова – Drugáya Rossíya E. V. Limónova), anciennement simplement L'Autre Russie, est un parti politique russe créé le 10 juillet 2010 par l'écrivain et leader du Parti national-bolchévique Édouard Limonov. Le 21 janvier 2011, le ministère de la Justice russe refuse de donner le statut de parti politique à L'Autre Russie parce qu'il n'avait pas assez de soutien populaire parmi la population russe.
En 2010, trois membres du parti ont été arrêtés pour leur implication dans les émeutes racistes ayant eu lieu place Manejnaïa. Certaines organisations de défense des droits de l'Homme dénoncent ces arrestations dont le motif serait, selon eux, plutôt lié à l’appartenance des personnes arrêtées au parti,.
Depuis 2014, les nationaux bolcheviks membres de l'Autre Russie ont participé aux troubles pro-russes dans le Donbass,. Des membres du parti ont formé la branche armée Interbrigades et deux membres de l'Autre Russie ont été tués pendant la guerre du Donbass,,.
Le 6 novembre 2017, plusieurs militants du parti sont arrêtés à Saint-Pétersbourg pour « manifestation non autorisée » alors qu'ils commémoraient le centenaire de la révolution bolchévique de 1917,,, certains d'entre eux écoperont de peines allant jusqu'à 33 jours de prison.
Le parti est réorganisé en septembre 2020. En effet, les nationaux-bolchéviques ont renommé leur parti en L'Autre Russie d'E. V. Limonov en hommage à leur ancien leader, décédé la même année.